# Хана (Вајоминг)
Хана (енгл. Hanna) град је у америчкој савезној држави Вајоминг.

## Демографија
По попису из 2010. године број становника је 841, што је 32 (-3,7%) становника мање него 2000. године.
| Група             | 2000.       | 2010.       |
| Белци             | 809 (92,7%) | 784 (93,2%) |
| Афроамериканци    | 2 (0,2%)    | 6 (0,7%)    |
| Азијати           | 1 (0,1%)    | 0 (0,0%)    |
| Хиспаноамериканци | 48 (5,5%)   | 34 (4,0%)   |
| Укупно            | 873         | 841         |